# Pstriná
Pstriná – wieś (obec) na Słowacji w kraju preszowskim, powiecie Svidník.
Pstriná położona jest w historycznym kraju Szarysz na szlaku handlowym z Węgier do Polski. Pierwsze wzmianki o wsi pochodzą z roku 1497.